# Denis-Will Poha
Denis-Will Poha (Lannion, 28 de maio de 1997) é um futebolista profissional francês que atua como meia.

## Carreira
Denis-Will Poha começou a carreira no Rennes.